# Yves Hocdé
Yves Hocdé est un sportif français pratiquant l'aviron né le 29 avril 1973 à Nantes. Il mesure 1,81 m et pèse 69 kg. Sa spécialité est le deux de pointe sans barreur poids léger, le quatre de pointe sans barreur poids léger et le huit de pointe.
Il a arrêté sa carrière en 2001. Il est ensuite devenu successivement sous-préfet, directeur du cabinet du préfet de la Drôme, Secrétaire général de la préfecture des Hautes-Alpes et adjoint au sous-Directeur des déplacements et de l’espace public à la Préfecture de Paris. Le JORF n° 0028 du 2 février 2025  annonce qu'il vient d'être  -"nommé dans les fonctions d'adjoint à la directrice des entreprises et des partenariats de sécurité et des armes, chef du service central des armes et explosifs (classe I) à la direction des entreprises et partenariats de sécurité et des armes relevant du secrétariat général du ministère de l'intérieur, pour une durée de trois ans, avec une période probatoire de six mois." Succédant à ce poste à Jean-Simon Mérandat.

## Palmarès

### Jeux olympiques d'été
- 2000 :  Médaille d'or en  quatre de pointe sans barreur poids léger à Sydney

### Championnats du monde
- 1997
  -  Médaille d'argent en quatre de pointe sans barreur poids léger
- 1998
  -  Médaille d'argent  en quatre de pointe sans barreur poids léger
- 1999
  -  Médaille de bronze en quatre de pointe sans barreur poids léger
- 2001 
  -  Médaille d'or en huit de pointe avec barreur poids léger
  -  Médaille de bronze en quatre de pointe sans barreur poids léger

### Championnats de France
- 1995 
  - 5e en quatre de pointe sans barreur aux championnats de France à Vichy (Allier)
- 1996
  - 2e en quatre de pointe sans barreur aux championnats de France
- 1997
  - 2e en deux de pointe sans barreur poids léger aux championnats de France
  - 3e en quatre de pointe sans barreur aux championnats de France
- 1998
  - 2e en deux de pointe sans barreur poids léger aux championnats de France
  - 3e en huit de pointe sans barreur aux championnats de France
- 1999
  - 2e en deux de pointe sans barreur poids léger aux championnats de France
  - 1er en deux de couple poids léger aux championnats de France
- 2000 :
  - 2e en deux de pointe sans barreur poids léger aux championnats de France
  - 2e en deux de couple poids léger aux championnats de France
- 2001 : 
  - 1er en deux de pointe sans barreur poids léger
  - 4e en deux de couple poids léger aux championnats de France
  - 2e en huit de pointe avec barreur aux championnats de France

## Décoration
- Médaille de la jeunesse, des sports et de l'engagement associatif, or (2024)[2]